# Cyborg

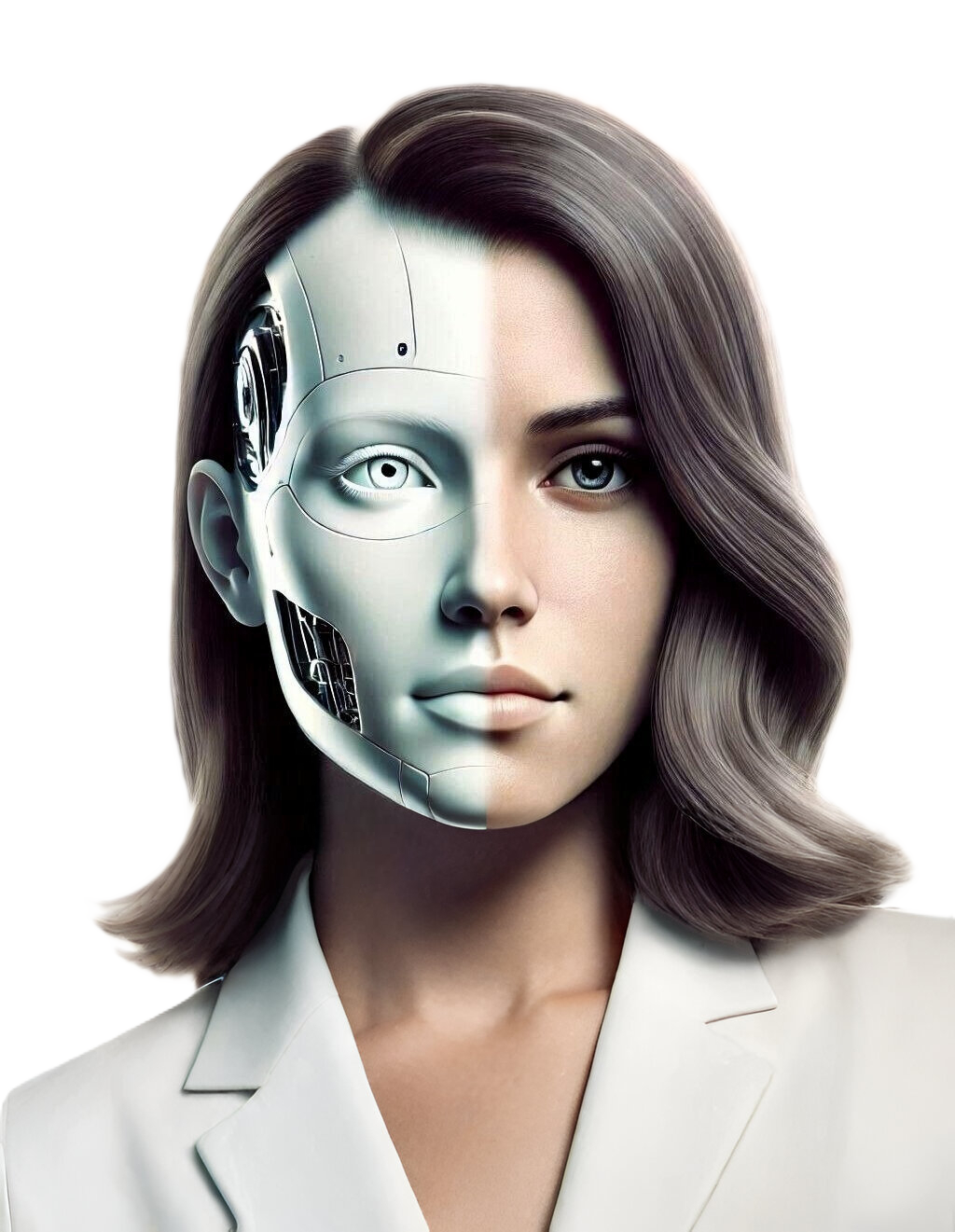
Een artistieke weergave van een cyborg, gegenereerd door kunstmatige intelligentie

Een cyborg (van het Engelse cybernetic organism oftewel cybernetisch organisme) is de fysieke samensmelting van mens en machine. (Zie ook: cybernetica.)
Voorbeelden van cyborgs zijn de Borg uit de Star Trek-serie, De Man van Zes Miljoen en De Vrouw van Zes Miljoen, beide televisieseries uit de jaren '70. De cyborg in deze series zou men ook bionische mensen kunnen noemen. In de sciencefiction-filmreeks The Terminator is het personage de Terminator gebaseerd op een cyborg.
De Amerikaanse feministische bioloog, filosoof en socioloog Donna Haraway houdt in haar essay A Cyborg Manifesto uit 1985, een pleidooi voor de afschaffing van de rigide grenzen tussen mensen en dieren, organismen en machines, mannen en vrouwen. Volgens haar opvattingen van het begrip cyborg zijn veel mensen die nu op aarde rondlopen in feite al cyborgs; iemand die hulpmiddelen als een pacemaker en een hoorapparaat heeft, voldoet al aan de voorwaarde cyborg.
Een van de eerste menselijke cyborgs is Britse professor Kevin Warwick, hoogleraar cybernetica aan de Universiteit van Reading. Samen met zijn team is hij erin geslaagd om van zichzelf een populaire cyborg te maken. Warwick was ook het brein achter Cybot, een robotje dat men bij het magazine Real Robots kon krijgen.